# Kamal Bahamdan
Kamal Bahamdan (Riad, 12 de fevereiro de 1970) é um homem de négocios e ginete saudita, especialista em saltos, medalhista olímpico. 

## Carreira
Kamal Bahamdan representou seu país nos Jogos Olímpicos de 1996 a 2012, na qual conquistou a medalha de bronze nos saltos por equipes.